# Noah Hegge
Noah Hegge (n. 15 martie 1999, Mammendorf, Bavaria, Germania) este un canoist ce a reprezentat Germania, medaliat olimpic. A participat la o ediție a Jocurilor Olimpice (2024) în care a câștigat două medalii de bronz.